# کلمان کورتزکی
کلمان کورتزکی (فرانسوی: Clément Koretzky‎؛ زادهٔ ۳۰ اکتبر ۱۹۹۰ ‏(۳۴ سال)) دوچرخه‌سوار اهل فرانسه است.
از باشگاه‌هایی که در آن رکاب زده‌است می‌توان به دلکو–مارسی پوونس کی‌تی‌ام و تیم دوچرخه‌سواری فورتونئو–اسکارو اشاره کرد.